# Top Gun: Maverick (soundtrack)
Top Gun: Maverick (Music from the Motion Picture) là album nhạc phim của bộ phim hành động 2022 Phi công siêu đẳng Maverick của Lorne Balfe, Harold Faltermeyer, Lady Gaga và Hans Zimmer.

## Danh sách track
Tất cả được trình bày bởi Lorne Balfe, Harold Faltermeyer, Lady Gaga (Stefani Germanotta), và Hans Zimmer trừ khi có ghi chú
| Danh sách track của Top Gun: Maverick (Music from the Motion Picture) | Danh sách track của Top Gun: Maverick (Music from the Motion Picture) | Danh sách track của Top Gun: Maverick (Music from the Motion Picture)       | Danh sách track của Top Gun: Maverick (Music from the Motion Picture) | Danh sách track của Top Gun: Maverick (Music from the Motion Picture) |
| STT                                                                   | Nhan đề                                                               | Sáng tác                                                                    | Artist(s)                                                             | Thời lượng                                                            |
| --------------------------------------------------------------------- | --------------------------------------------------------------------- | --------------------------------------------------------------------------- | --------------------------------------------------------------------- | --------------------------------------------------------------------- |
| 1.                                                                    | "Main Titles (You've Been Called Back to Top Gun)"                    | Harold Faltermeyer                                                          |                                                                       | 2:30                                                                  |
| 2.                                                                    | "Danger Zone"                                                         | Giorgio Moroder Tom Whitlock                                                | Kenny Loggins                                                         | 3:36                                                                  |
| 3.                                                                    | "Darkstar"                                                            | Faltermeyer Lorne Balfe                                                     |                                                                       | 3:01                                                                  |
| 4.                                                                    | "Great Balls of Fire" (live)                                          | Jack Hammer Otis Blackwell                                                  | Miles Teller                                                          | 1:55                                                                  |
| 5.                                                                    | "You're Where You Belong / Give 'Em Hell"                             | Hans Zimmer Michael Tucker Stefani Germanotta                               |                                                                       | 5:46                                                                  |
| 6.                                                                    | "I Ain't Worried"                                                     | Ryan Tedder Brent Kutzle Tyler Spry Peter Morén Björn Yttling John Eriksson | OneRepublic                                                           | 2:28                                                                  |
| 7.                                                                    | "Dagger One Is Hit / Time to Let Go"                                  | Faltermeyer Zimmer Balfe Max Aruj                                           |                                                                       | 5:06                                                                  |
| 8.                                                                    | "Tally Two / What's the Plan / F-14"                                  | Andrew Kawczynski Zimmer Balfe                                              |                                                                       | 4:34                                                                  |
| 9.                                                                    | "The Man, the Legend / Touch Down"                                    | Zimmer Faltermeyer Tucker Germanotta                                        |                                                                       | 3:54                                                                  |
| 10.                                                                   | "Penny Returns" (interlude)                                           | Zimmer Tucker Germanotta                                                    |                                                                       | 2:47                                                                  |
| 11.                                                                   | "Hold My Hand"                                                        | Tucker Germanotta                                                           | Lady Gaga                                                             | 3:45                                                                  |
| 12.                                                                   | "Top Gun Anthem"                                                      | Faltermeyer                                                                 | Harold Faltermeyer Lexii Lynn Frazier                                 | 2:28                                                                  |
| Tổng thời lượng:                                                      | Tổng thời lượng:                                                      | Tổng thời lượng:                                                            | Tổng thời lượng:                                                      | 43:35                                                                 |

| Track tặng thêm trong bản ở Nhật | Track tặng thêm trong bản ở Nhật | Track tặng thêm trong bản ở Nhật |
| STT                              | Nhan đề                          | Thời lượng                       |
| -------------------------------- | -------------------------------- | -------------------------------- |
| 13.                              | "Canyon Dogfight"                | 3:20                             |
| Tổng thời lượng:                 | Tổng thời lượng:                 | 46:55                            |

## Bảng xếp hạng
| Bảng xếp hạng (2022)                     | Vị trí cao nhất |
| ---------------------------------------- | --------------- |
| Album Úc (ARIA)                          | 11              |
| Album Áo (Ö3 Austria)                    | 7               |
| Album Bỉ (Ultratop Vlaanderen)           | 18              |
| Album Bỉ (Ultratop Wallonie)             | 15              |
| Album Canada (Billboard)                 | 23              |
| Croatian International Albums (HDU)      | 12              |
| Album Cộng hòa Séc (ČNS IFPI)            | 58              |
| Album Hà Lan (Album Top 100)             | 85              |
| Finnish Albums (Suomen virallinen lista) | 20              |
| Album Pháp (SNEP)                        | 17              |
| Album Đức (Offizielle Top 100)           | 16              |
| Ireland Compilation Albums (OCC)         | 3               |
| Italian Albums (FIMI)                    | 74              |
| Album Nhật Bản (Oricon)                  | 2               |
| Japanese Combined Albums (Oricon)        | 4               |
| Japanese Hot Albums (Billboard Japan)    | 4               |
| Lithuanian Albums (AGATA)                | 22              |
| New Zealand Albums (RMNZ)                | 16              |
| Album Na Uy (VG-lista)                   | 7               |
| Album Ba Lan (ZPAV)                      | 19              |
| Portuguese Compilation Albums (AFP)      | 1               |
| South Korean Albums (Circle)             | 60              |
| Album Tây Ban Nha (PROMUSICAE)           | 57              |
| Album Thụy Sĩ (Schweizer Hitparade)      | 3               |
| Album Anh Quốc Compilation (OCC)         | 1               |
| Album Anh Quốc Soundtrack (OCC)          | 1               |
| Album Hoa Kỳ Billboard 200               | 17              |
| Album Hoa Kỳ Soundtrack (Billboard)      | 2               |

| Bảng xếp hạng (2022)     | Vị trí cao nhất |
| ------------------------ | --------------- |
| Japanese Albums (Oricon) | 10              |

| Bảng xếp hạng (2022)                  | Vị trí |
| ------------------------------------- | ------ |
| Japanese Albums (Oricon)              | 67     |
| Japanese Hot Albums (Billboard Japan) | 47     |
| US Billboard 200                      | 163    |
| US Soundtrack Albums (Billboard)      | 7      |

## Chứng nhận
| Quốc gia                                                    | Chứng nhận | Số đơn vị/doanh số chứng nhận |
| ----------------------------------------------------------- | ---------- | ----------------------------- |
| Pháp (SNEP)                                                 | Vàng       | 50.000‡                       |
| Thụy Sĩ (IFPI)                                              | Vàng       | 10.000‡                       |
| ‡ Chứng nhận dựa theo doanh số tiêu thụ và phát trực tuyến. |            |                               |

## Lịch sử phát hành
| Vùng      | Ngày              | Định dạng                      | Nhãn       | Ct.    |
| --------- | ----------------- | ------------------------------ | ---------- | ------ |
| Nhiều nơi | 27 tháng 5, 2022  | CD tải nhạc số phát trực tuyến | Interscope |        |
| Nhiều nơi | 18 tháng 11, 2022 | Vinyl                          | Interscope | [ 39 ] |